# Хілішеу-Клошка
Хілішеу-Клошка (рум. Hilișeu-Cloșca) — село у повіті Ботошані в Румунії. Входить до складу комуни Хілішеу-Хорія.
Село розташоване на відстані 398 км на північ від Бухареста, 38 км на північний захід від Ботошань, 134 км на північний захід від Ясс.

## Населення
За даними перепису населення 2002 року у селі проживали 690 осіб, усі — румуни. Усі жителі села рідною мовою назвали румунську.